# Corentin Ermenault
Corentin Ermenault (* 27. Januar 1996) ist ein französischer Radsportler.

## Sportliche Laufbahn
Corentin Ermenault ist der Sohn des ehemaligen zweifachen Weltmeisters und Olympiasiegers Philippe Ermenault. Ab dem Alter von vier Jahren spielte er begeistert Fußball, bis er sich als Jugendlicher schließlich doch dem Radsport zuwandte.
2013 errang Ermenault seine ersten internationalen Erfolge, als er bei den Junioren-Bahneuropameisterschaften einen kompletten Medaillensatz errang: Gold im Zweier-Mannschaftsfahren mit Jordan Levasseur, Silber mit Valentin Madouas, Jordan Levasseur und Clément Barbeau in der Mannschaftsverfolgung, Bronze in der Einerverfolgung. Im Einzelzeitfahren auf der Straße belegte er Platz vier. Im Jahr darauf wurde er Junioren-Europameister im Punktefahren sowie nationaler Junioren-Meister im Einzelzeitfahren.
2016 wurde Corentin Ermenault zunächst gemeinsam mit Thomas Denis, Florian Maitre und Benjamin Thomas U23-Europameister in der Mannschaftsverfolgung, nachdem er sich im Mai bei einem Straßenrennen den Ellenbogen gebrochen hatte und mehrere Wochen lang ausgefallen war. Später im Jahr wurde er zweifacher Europameister der Elite, in der Einer- sowie erneut in der Mannschaftsverfolgung (mit Valentin Madouas,  	Jordan Levasseur und Clément Barbeau).
Im November 2016 wurde bekannt, dass Ermenault seinen ersten Vertrag bei dem britischen Team Wiggins unterschrieben hat. Bradley Wiggins lobte den jungen Franzosen als „großes Talent“. Nach einem Jahr wechselte Ermenault zum Team Vital Concept, für das er zwei Jahre lang fuhr.
2017 errang Corentin Ermenault jeweils Bronze im Einzelzeitfahren bei den U23-Europa- und den U23-Weltmeisterschaften. Im selben Jahr wurde er mit Louis Pijourlet, Florian Maitre, Benjamin Thomas und Thomas Denis Europameister in der Mannschaftsverfolgung auf der Bahn. 2019 errang er den Titel des  Europameisters – Einerverfolgung, bei den Bahnweltmeisterschaften 2020 in Berlin wurde er Dritter in der Einerverfolgung. Nachdem sich der französische Vierer nicht für die Olympischen Spiele 2020 qualifizieren konnte, entschloss er sich, zunächst eine Radsportpause einzulegen. Zwischenzeitlich bewarb er sich erfolglos als Kandidat für die französische Abenteuer-Sendung Koh-Lanta.
Ende 2020 gab Ermenault bekannt, dass er sich als Tandem-Pilot des sehbehinderten Fahrers Alexandre Lloveras auf die Sommer-Paralympics 2020 in Tokio vorbereitete, die im Sommer 2021 stattfanden. Hier gewann das Duo die Goldmedaille im Zeitfahren und Bronze im Straßenrennen. Bei den UCI-Paracycling-Straßenweltmeisterschaften 2021 gewann das Duo zuvor Silber im Zeitfahren der Klasse B.

## Erfolge

### Bahn
2013
- Junioren-Europameister – Zweier-Mannschaftsfahren (mit Jordan Levasseur)
- Junioren-Europameisterschaft – Mannschaftsverfolgung (mit Valentin Madouas, Jordan Levasseur und Clément Barbeau)
- Junioren-Europameisterschaft – Einerverfolgung

2014
- Junioren-Europameisterschaft – Punktefahren
- Junioren-Europameisterschaft – Einerverfolgung

2015
- Europameisterschaft (U23) – Einerverfolgung

2016
- Europameister – Einerverfolgung, Mannschaftsverfolgung (mit Thomas Denis, Florian Maitre und Benjamin Thomas)
- Europameister (U23) – Mannschaftsverfolgung (mit Thomas Denis, Florian Maitre und Benjamin Thomas)
- Französischer Meister – Mannschaftsverfolgung (mit Benoît Daeninck, Adrien Garel und Remi Huens)

2017
- Europameister – Mannschaftsverfolgung (mit Louis Pijourlet, Florian Maitre, Benjamin Thomas und Thomas Denis)
- Französischer Meister – Einerverfolgung

2018
- Französischer Meister – Einerverfolgung, Zweier-Mannschaftsfahren (mit Adrien Garel), Mannschaftsverfolgung (mit Adrien Garel, Marc Fournier und Jérémy Lecroq)

2019
- Französischer Meister – Einerverfolgung, Scratch
- Europameister – Einerverfolgung

2020
- Weltcup in Milton – Mannschaftsverfolgung (mit Thomas Denis, Benjamin Thomas und Kévin Vauquelin)
- Weltmeisterschaft – Einerverfolgung

2021
- Französischer Meister – Einerverfolgung

2022
- Nations’ Cup in Glasgow - Einerverfolgung, Mannschaftsverfolgung (mit Benjamin Thomas, Thomas Denis und Eddy Le Huitouze)
- Französischer Meister – Mannschaftsverfolgung (mit Emmanuel Houcou, Cédric Monge und Hugo Pommelet)

2023
- Europameisterschaft – Mannschaftsverfolgung (mit Thomas Denis, Quentin Lafargue, Benjamin Thomas und Adrien Garel)

2024
- Französischer Meister – Mannschaftsverfolgung (mit Adrien Garel, Clément Petit und Louis Pijourlet)

### Straße
2014
- Französischer Junioren-Meister – Einzelzeitfahren

2017
- U23-Europameisterschaft – Einzelzeitfahren
- U23-Weltmeisterschaft – Einzelzeitfahren

2022
- eine Etappe Tour de la Mirabelle
- eine Etappe Boucle de l’Artois

### Paracycling
2021
- Weltmeisterschaft – Zeitfahren (als Pilot von Alexandre Lloveras)
- Paralympics 2020 – Zeitfahren (als Pilot von Alexandre Lloveras)
- Paralympics 2020 – Straßenrennen (als Pilot von Alexandre Lloveras)

## Teams
- 2017 Team Wiggins
- 2018 Vital Concept Cycling Club
- 2019 Vital Concept-B&B Hotels